# アヴィレ

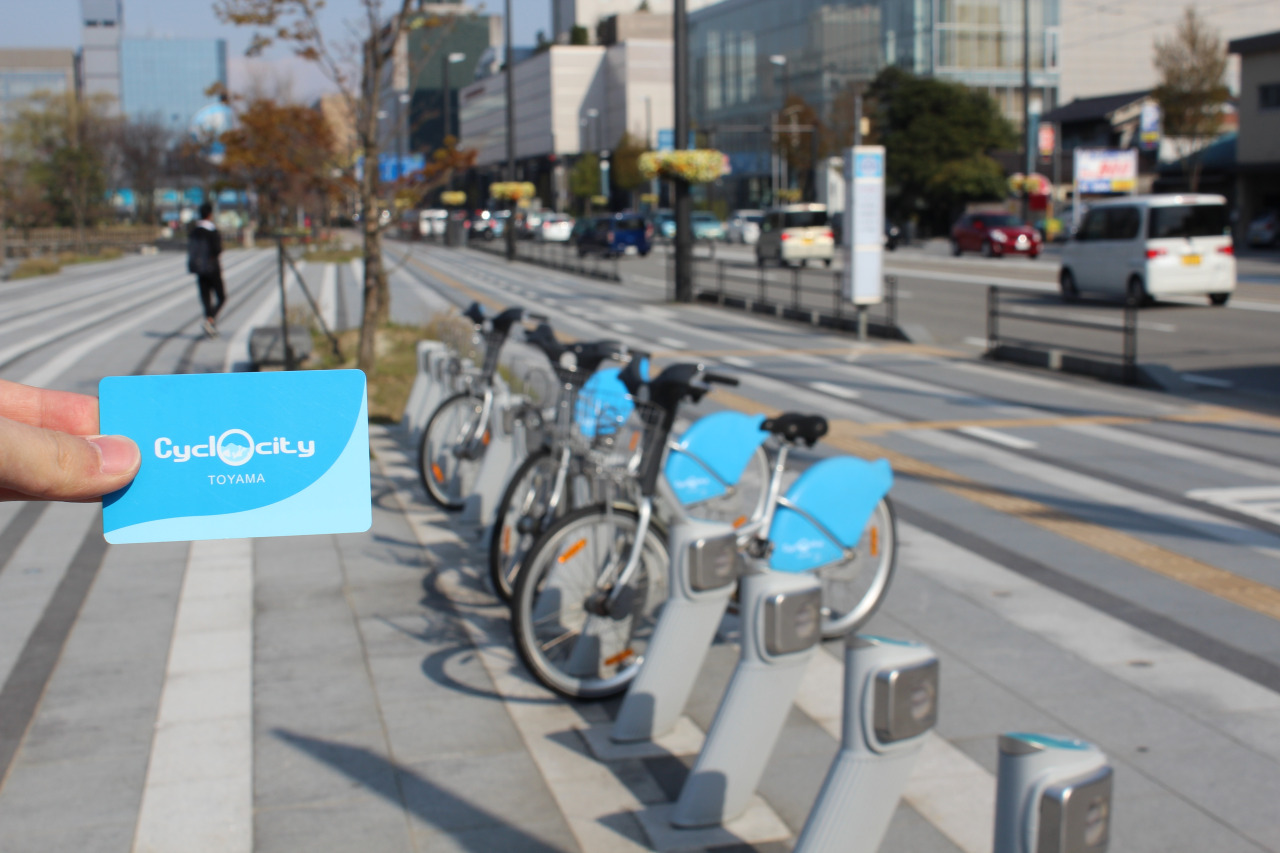
Passcaや専用カードでタッチしてレンタル可能

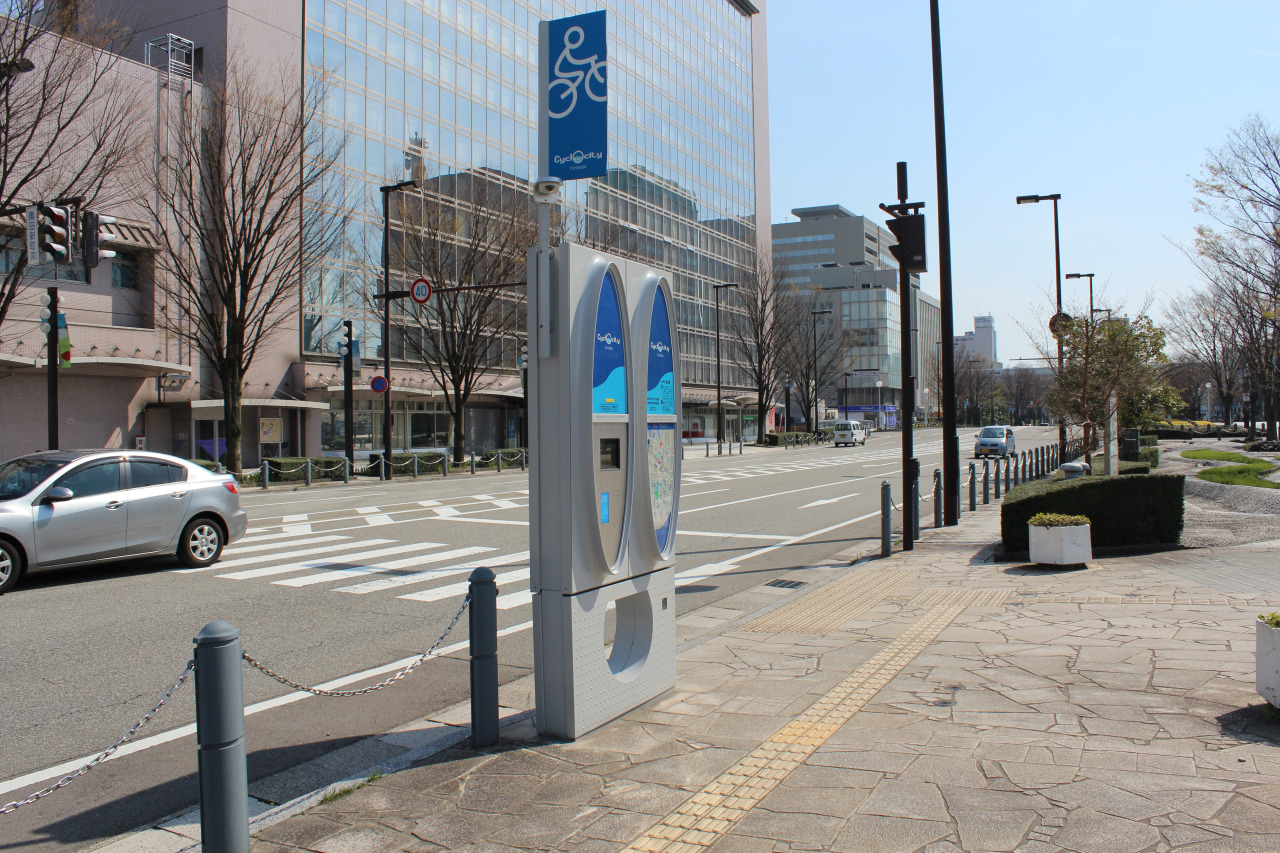
ステーション

アヴィレは富山県富山市で運用・利用されている登録制貸出自転車。富山駅や西町など中心市街地にステーションが設置されている。運営は、屋外広告を手掛けるフランス資本の企業JCDecaux（ジェーシードゥコー）の子会社であるシクロシティが行なっている。シクロシティがヨーロッパ以外にコミュニティサイクルシステムを導入した初の事例となった。

## 特徴
- 自動無人管理で、24時間の貸し出し・返却が可能。（なお利用には事前の登録が必要である）
- どのステーションからも借りられ、どのステーションにも返却する事が出来る。
- 使用される自転車は、シクロシティ専用に設計され、高い耐久性、盗難、悪戯防止対策が施されている。
- iPhone/Android用無料アプリ「AllBikesNow」でステーションの位置、使用可能な自転車、駐輪可能な空きラックを閲覧できる。
- 同様のシステムとして、フランス、パリ市のコミュニティサイクル「ヴェリブ」がある。

## ステーション
自転車を貸し出し・返却する場所は、中心市街地に23箇所設置されている。（2018年3月31日現在）
- 環水公園東
- 環水公園西
- 富山駅北
- 富山駅南1
- 富山駅南2
- 桜橋通り
- 市役所
- 北新町1丁目
- 本町
- 城址公園東
- 丸の内
- 大手町（大手モール）
- 荒町
- 旅籠町
- 西町
- 堤町通り
- 県庁前公園
- 富山大学前
- 南口駅前広場
- 水墨美術館
- 富山大学構内
- 呉羽丘陵多目的広場
- 民俗民芸村

## 料金
料金プランとして、定期パス、7日パス、2日パス、および1日パスの4種類が存在する。いずれのパスも以下に示す基本料金を支払うと、有効期間中30分以内の利用が何度でも無料となる。ただし、30分を越えた場合は60分まで200円、61分以降は30分ごとに500円の利用料金(追加料金)が生じる。
定期パスは月額700円(メンバーカードの代わりに交通系ICカードを登録する場合は月額500円)で、クレジットカードまたは口座振替が決済に利用できる。最低利用期間が12か月となっており、12か月以内に途中解約する場合は基本料12か月分から支払い済みの基本料を差し引いた額が解約料として請求される。
7日パスは1000円、2日パスは500円で、支払いはクレジットカードのみ。利用開始日の指定も可能である。
1日パスは基本料金500円に加え、デポジットとして500円が必要である(利用カードを返却する際に返金される)。ホテルや駐車場といった提携施設で申し込みを受け付けており、支払いは現金のみとなっている。
※交通系ICカードは当初ecomycaおよびpasscaのみに対応していたが、2022年より全国の交通系ICカード10種類も利用できるようになった。

## 歴史
- 2010年（平成22年）3月20日 - 運用開始。
- 2011年（平成23年）3月20日 - 「1日パス」・「2日パス」・「団体割引」を開始[3]。
- 2014年（平成26年）3月30日 - ステーションを２ヶ所所増設し、全17か所になった[4]。
- 2015年（平成27年）3月14日 - ステーションを1ヶ所増設し、全18か所になった[5]。
- 2015年（平成27年）12月12日 - ステーションを1ヶ所増設し、全19か所になった[6]。
- 2016年（平成28年）3月30日 - ステーションを１ヶ所所増設し、全20か所になった[7]
- 2018年（平成30年）3月31日 - ステーションを３ヶ所増設し、全23か所になった[8]

## 名称
「アベイユ（abeille、ミツバチ）」と「ヴィル（ville、街）」を掛け合わせた造語で、公募により総数233点から選ばれた。